# SQLObject
SQLObject是在SQL数据库和Python对象之间的Python对象关系映射器。它经历了社区流行，并且是很多应用（比如TurboGears 1.x）的构成部分。它在操作上非常类似于Ruby on Rails的主动记录，它使用类定义来形成表格架构（schema），并利用语言的反射性和动态性来使之发挥作用。
SQLObject支持很多数据库后端：在发行中包括了MySQL、PostgreSQL、SQLite、Sybase SQL Server、MaxDB、Microsoft SQL Server和Firebird。
SQLObject的第一个版本在2002年10月公开发行。

## 引用
1. 1 2  Bicking, Ian. . SQLObject. October 21, 2002  [March 29, 2011]. （原始内容存档于2013-07-14）.
2. ↑  . pypi.org.   [2021-04-29]. （原始内容存档于2021-12-19）.